# Grijze bekarde
De grijze bekarde (Pachyramphus rufus) is een zangvogel uit de familie Tityridae.

## Verspreiding en leefgebied
Deze soort komt voor van Panama tot het noorden van Zuid-Amerika en het Amazonegebied. Er zijn twee ondersoorten:
- P. r. rufus: van oostelijk Panama tot Colombia, de Guyana's en amazonisch en oostelijk Brazilië.
- P. r. juruanus: zuidoostelijk Ecuador, noordoostelijk Peru en westelijk Brazilië.

## Status
De grootte van de populatie is in 2019 geschat op 0,5-5 miljoen volwassen vogels. Op de Rode lijst van de IUCN heeft deze soort de status niet bedreigd.